# 唐莱
唐莱（法語：Tanlay，法語發音：[tɑ̃lɛ]）是法国勃艮第-弗朗什-孔泰大区约讷省的一个市镇，位于该省中东部，属于阿瓦隆区。

## 地理
唐莱（47°50'47"N, 4°5'12"E）面积38.66 平方千米，位于法国中北部偏东、勃艮第-弗朗什-孔泰大區西北部和约讷省中东部，距离省会欧塞尔大约44公里。
与唐莱接壤的市镇（或旧市镇、城区）包括：托雷、维罗、莱济讷、昂西勒利布尔、阿让特奈、邦村、皮梅勒、吕尼、阿尔芒松河畔圣马丹、托内尔。
唐莱的时区为UTC+01:00、UTC+02:00（夏令时）。

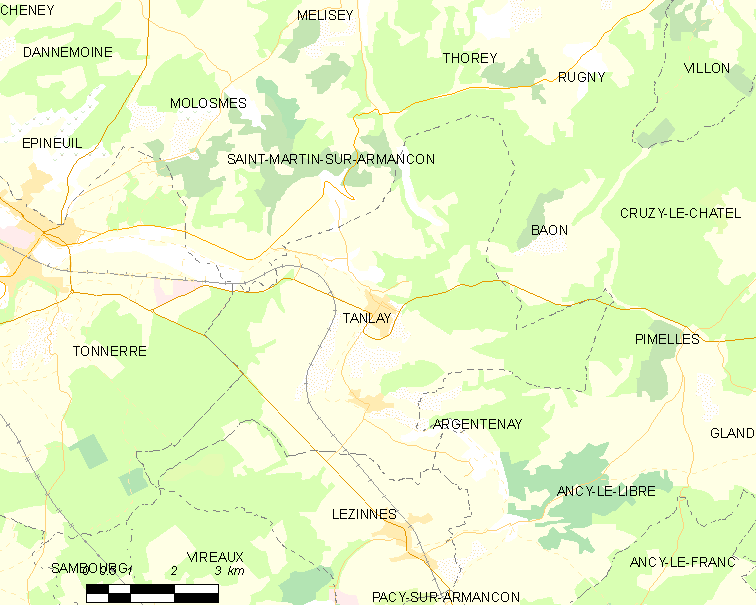
唐莱的OSM定位图

## 行政
唐莱的邮政编码为89430，INSEE市镇编码为89407。

## 政治
唐莱所属的省级选区为托内鲁瓦县。

## 人口
唐莱于2022年1月1日时的人口数量为889人，其中男性居民432人，女性居民535人；居民单身率为17.2%，低于法国平均水平。
| 唐莱1901年－2019年人口变化情况 |
|                                |
| 数据来源：Cassini、INSEE       |